# Torns församling
Torns församling är en församling i Lunds kontrakt i Lunds stift. Församlingen ligger i Lunds kommun i Skåne län och ingår i Lunds pastorat.
Församlingen omfattar de delar av Lunds kommun som ligger norr om Lund, alltså tidigare Torns landskommun (utom Norra Nöbbelövs församling).

## Administrativ historik
Församlingen bildades 1992 genom sammanslagning av Vallkärra församling, Stångby församling, Västra Hoby församling, Håstads församling, Igelösa församling och Odarslövs församling. Dessa hade redan tidigare tillsammans utgjort ett pastorat Vallkärra pastorat, och Torns församling har sedan sammanslagningen till 2014 utgjort ett eget pastorat. Från 2014 ingår församlingen i Lunds pastorat.

## Kyrkor
- Håstads kyrka
- Igelösa kyrka
- Stångby kyrka
- Västra Hoby kyrka
- Vallkärra kyrka
- Odarslövs kyrka